# Stora Killholmen
Stora Killholmen är en ö i Finland. Den ligger i Skärgårdshavet och i kommunen Salo i den ekonomiska regionen  Salo i landskapet Egentliga Finland, i den sydvästra delen av landet. Ön ligger omkring 61 kilometer sydöst om Åbo och omkring 110 kilometer väster om Helsingfors.
Öns area är 8,5 hektar och dess största längd är 0,8 kilometer i nord-sydlig riktning. Ön höjer sig omkring 20 meter över havsytan. I omgivningarna runt Stora Killholmen växer i huvudsak blandskog.